# 金山镇 (南川区)
金山镇，是中华人民共和国重庆市南川区下辖的一个乡镇级行政单位。

## 行政区划
金山镇下辖以下地区：
小河坝社区、院星村、玉泉村、龙山村和金狮村。